# Cathédrale Saint-Georges de Recoleta
Cette  cathédrale n’est pas la seule cathédrale Saint-Georges.
La cathédrale orthodoxe Saint-Georges de Recoleta, au Chili (en espagnol : Catedral Ortodoxa San Jorge), est le siège épiscopal de l'archidiocèse orthodoxe antiochien de Santiago et de tout le Chili.

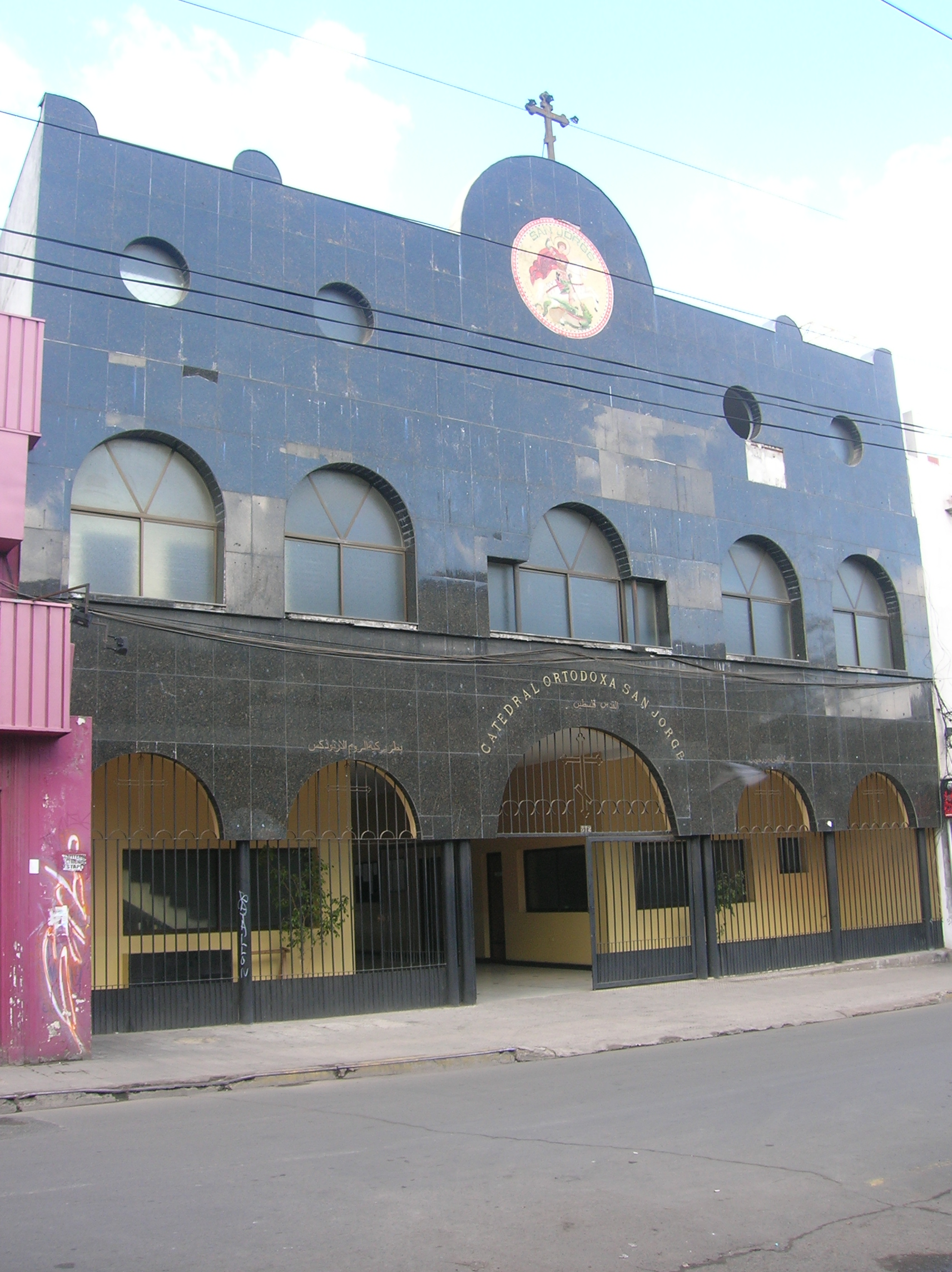
Façade de la cathédrale avant la restauration des années 2010.